# Graduados
Graduados (срп. Матуранти) је популарна аргентинска теленовела снимана 2012. године.

## Радња
Група средњошколаца матурира 1989. године. Мариа Лаура Фалсини је девојка Пабла Катанеа, школског силеџије. Након што Мариа ухвати Пабла током секса са другом девојком у купатилу током матуре, напушта забаву. Андреас Годзер јој се придружује и имају секс у његовом ауту. Мариа остаје трудна и њен отац, Клементе Фалсини, власник успешне компаније хране за псе МекКен, јој говори да се уда за Пабла, не знајући шта се десило између ње и Андреаса.
Пролази осамнаест година. Пабло ради за МекКен, а Андреас је забушант који ради као шетач паса. Мариа Лаура га унајмљује за свог пса, и сетивши се шта се десило између њих двоје матурске вечери одлучује да уради ДНК тест како би утврдила да ли је Мартин (Паблов и Маријин син) заправо њен и Андреасов син. Испоставља се да јесте. То је главни заплет серије: Андреас се сналази у родитељству, Пабло понижава његово упадање, Мартин покушава да буде у добрим односима са обојицом, док Мариа Лаура почиње романсу са Андреасом. Пабло вара Марију са Патрицијом, главном негативком, Клементеовом вереницом и секретарицом. Остаје трудна са Паблом, мада тврди да је отац њеног детета Клементе.
Андреасову породицу чине отац Елиас, мајка Дана и млађа сестра Габријела, која ради за МекКен и несрећно је заљубљена. Андреасови нераздвојни пријатељи су још од средње школе Вероника и Бенџамин, који имају рок радио станицу која пушта аргентинске рок хитове осамдесетих. Најбоља пријатељица Марије Лауре (такође од средње школе) је психијатарка Викторија, која жели да усвоји дете. Гуилермо је још један ученик ове генерације, ради у МекКену, открива да је геј на састанку генерације. Клементеова будућа жена Патриција је заправо такође ишла са поменутима у средњу школу. Дебела од средње школе, променила је лице, изгубила на тежини и променила име.
Патрицијину тајну убрзо откривају други. Пабло сазнаје њен прави идентитет у последњој епизоде и остају заједно. Андреас и Марија Лаура одлазе из града. Викторија има сина са Бенџамином. Габријела се удаје за комшију Марита. Серија се завршава журком коју праве матуранти из 1989. године, сличну оној из прве епизоде.

## Ликови
- Мариа Лаура Фелсини (Нанси Дуплаја) је најпопуларнија девојка у школи. Излази са школским силеџијом Паблом, за ког се након матуре удаје. Током матуре спавала је са Андреасом и након осамнаест година сазнала да је он, а не Пабло, биолошки отац њеног детета.
- Андреас Годзер (Данијел Хендлер) је шетач паса, фан аргентинске рок музике осамдесетих. Заједно са пријатељима Вероником и Бенџамином одбија да нађе сталан посао и заснује породицу. Труди се да живи што више као тинејџер.
- Пабло Катанео (Лусијано Касерес) је супруг Марие Лауре. Као средњошколац био је школски силеџија. Оженио се Мариом Лауром након матуре, када се претпостављало да јој је он направио дете. Вара супругу са Патрицијом, с којом је планирао да преотме фирму свог таста.
- Патриција Ланго (Изабел Маседо) је главна негативка. Крије да је ишла у средњу школу са горе поменутим и да јој је прави идентитет Химена Бенитез. Малтретирана у школи од стране Пабла, у ког је опсесивно заљубљена, смршала је, променила лице и име. Паблова је љубавница, остаје трудна са њим. Треба да се уда за Клементеа, оца Марие Лауре.

## Улоге
| Глумац               | Улога                          |
| -------------------- | ------------------------------ |
| Нанси Дуплаја        | Мариа Лаура Фелсини            |
| Данијел Хендлер      | Андреас Годзер                 |
| Лусијано Касерес     | Пабло Катанео                  |
| Изабел Маседо        | Патриција Ланго Химена Бенитез |
| Џулијета Ортега      | Вероника Диорио                |
| Мекс Уртизбереа      | Бенџамин Пардо                 |
| Паола Бариентос      | Викторија Лаурија              |
| Гастон Софрити       | Мартин Катанео                 |
| Виолета Уртизбереа   | Габријела Годзер               |
| Жуан Лејрадо         | Клементе Фалсини               |
| Мирта Буснели        | Марта Блат де Годзер           |
| Роберто Карнаги      | Елиас Годзер                   |
| Жуан Гил Наваро      | Гиљермо Алмада                 |
| Марко Антонио Капони | Аугусто Гирибоне               |
| Џени Вилијамс        | Софија Конте                   |
| Натали Перез         | Луна                           |
| Чанг Ким Сунг        | Валтер Мао                     |
| Мерцедес Скапола     | Клара Акуна                    |
| Чела Кардалда        | Беатриз Рамирез                |
| Иво Кутзарида        | Фернандо Понтеведра            |
| Долорес Фонзи        | Азул Вега                      |
| Лукас Велазко        | Хуан Пералта                   |
| Алан Сабах           | Марито                         |

## Међународне верзије
По лиценци ове теленовеле настале су многе друге теленовеле:

### Чиле
Chilevision је емитовала чилеанску верзију Graduados, historias que no se olvidan од марта 2013. до јануара 2014. године.

### Колумбија
RCN Televisión је емитовала колумбијску верзију Graduados од септембра 2013. до октобра 2014. године, међутим није била ни приближно успешна у Колумбији колико и оригинал.

### Грчка
Грчка верзија је Symmathites и емитована је на АНТ 1 у октобру 2014. године. Ова серија је, невезано за оригиналан сценарио, добила још две сезоне.

### Мексико
ТВ Азтека је у новембру 2013. купила права за прављење локалне верзије ове теленовеле.

### Србија
Српску верзију Истине и лажи је направила Прва ТВ уз Smart Media Production и са емитовањем је кренула у септембру 2017. године. Прва сезона представља римејк Graduados-а, док је друга сезона римејк друге сезоне грчке верзије.